# Parramatta

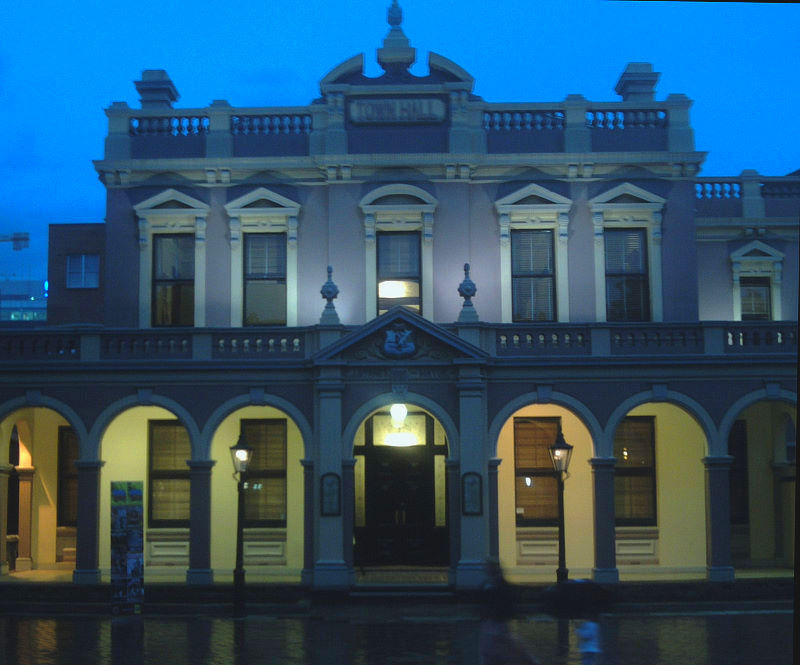
Ayuntamiento de Parramatta

Parramatta es un suburbio de Sídney, Nueva Gales del Sur, Australia. Se encuentra al oeste del área metropolitana de Sídney, conocido como Gran Sídney (del inglés: Greater Sydney), 23 kilómetros (14 millas) al oeste del distrito financiero de Sídney, a orillas del río Parramatta. Es la sede administrativa del área del gobierno local de la ciudad de Parramatta. Una parte del suburbio es compartida con la ciudad de Holroyd.